# 30 Park Place
30 Park Place, kallas även Four Seasons Hotel and Residences, 99 Church Street och Thirty Park Place, är en skyskrapa som ligger på Manhattan i New York, New York i USA.
Byggnaden uppfördes mellan 2008 och 2016 som en fastighet för bostäder och hotellverksamhet. Den är 285,6 meter hög och har 67 våningar.